# I Liceum Ogólnokształcące im. Danuty Siedzikówny „Inki” we Wrocławiu
I Liceum Ogólnokształcące im. Danuty Siedzikówny „Inki” we Wrocławiu – najstarsze publiczne liceum ogólnokształcące we Wrocławiu.

## Historia szkoły
Szkoła rozpoczęła działalność 4 września 1945 jako I Państwowe Gimnazjum i Liceum Ogólnokształcące we Wrocławiu. Jej organizatorem i pierwszym dyrektorem był Franciszek Jankowski. W latach 1965–1990 patronem szkoły był gen. Karol Świerczewski, którego pomnik znajdował się na terenie szkoły do 2003. W miejscu pomnika urządzono kącik wypoczynkowy z ławkami.
Siedzibą szkoły jest od 1945 budynek dawnej szkoły średniej dla dziewcząt Victoriaschule, której absolwentką była św. Edyta Stein. Został on wybudowany w 1907 według projektu niemieckiego architekta Charlota Cabanisa. 3 września 2016 szkole nadano imię Danuty Siedzikówny „Inki”. Patronka szkoły została wybrana w 2014 przez uczniów w szkolnym referendum.

## Absolwenci
- Bogusz Bilewski – aktor
- Janusz Dobrosz – polityk
- Justyna Dobrosz-Oracz – dziennikarka
- prof. Andrzej Hulanicki – matematyk
- Jacek Inglot – pisarz
- Bogna Jakuszko-Klimczewska – architekt
- Jarosław Krysiewicz – sportowiec
- prof. Izabella Malej – polska historyk
- prof. Krzysztof Radosław Mazurski – ekonomista
- Radosław Parda – prawnik
- Pola Raksa – aktorka
- dr hab. Radosław Rusnak – historyk
- Agnieszka Smoczyńska  – polska reżyser
- Andrzej Więckowski – pisarz.